# Spyridium scabridum
Spyridium scabridum är en brakvedsväxtart som först beskrevs av Tate, och fick sitt nu gällande namn av Kellermann och W.R.Barker. Spyridium scabridum ingår i släktet Spyridium och familjen brakvedsväxter. Inga underarter finns listade i Catalogue of Life.